# Anlicoara
Anlicoara é um nome de família criado artificialmente no estado de Pernambuco, Brasil, no Século XX.
Diferentemente dos demais sobrenomes existentes, que aparecem por razões diversas, Anlicoara é um acrônimo, portanto, um sobrenome artificialmente criado.

## História
No município de Nazaré da Mata, Pernambuco, Luiz Antonio Correia de Araujo e Maria Almira de Andrade Lima, pertencentes a tradicionais famílias locais, casaram-se. 
Na ocasião do nascimento de seu primeiro filho, em razão de os nomes de suas famílias serem considerados indissociáveis, e não desejando dar aos descendentes um sobrenome grande, resolveram inovar, formando um acrônimo com as primeiras letras dos seus sobrenomes: Andrade Lima Correia de Araujo. Nasceu o sobrenome Anlicoara, com o que foi registrado o seu primeiro filho Rafael, em 1974.
O casal teve mais dois filhos, nos quais manteve o mesmo sobrenome: Nicole e Dante .